# Historisch-politische Blätter für das katholische Deutschland

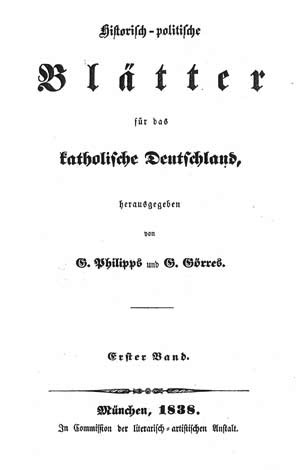
Primo numero della rivista (1º aprile 1838)

Historisch-politische Blätter für das katholische Deutschland (Foglio storico-politico per la Germania cattolica) è una rivista cattolica in lingua tedesca pubblicata dal 1838 al 1923, considerata la più autorevole pubblicazione cattolica in Germania. I numeri della rivista erano detti anche "quaderni gialli" a causa del colore della copertina.

## Storia

### Fondazione
La rivista venne fondata nel 1838 dai giuristi Karl Ernst Jarcke e Georg P. Phillips, con l'appoggio di Johann Joseph von Görres. La sede era presso la Libreria Theodor Riedels a Monaco di Baviera. Inizialmente la rivista era di proprietà comune delle famiglie von Görres e Phillips. Dal 1859 appartenne alla sola famiglia von Görres, a Joseph von Görres e al figlio Guido.

### Periodicità
La periodicità era quindicinale. Tra il 1838 e il 1923 sono apparsi 171 volumi semestrali, ciascuno dei quali conteneva mediamente circa 900 pagine.

### Tiratura
La tiratura si aggirava tra 1500 e 2000 esemplari, diffuse per abbonamento a biblioteche, seminari o associazioni cattoliche. La sua influenza era tuttavia di gran lunga maggiore di quanto ipotizzabile dalla piccola tiratura, in quanto la rivista era letta dai dirigenti dell'élite cattolica nei paesi di lingua tedesca.

### Direttori e autori
Dal 1838 al 1849 i direttori furono Georg Phillips e Guido Görres. Dal 1849 al 1852, unico direttore rimase Guido Görres. Nel 1852, dopo la morte di Guido Görres, e fino al 1901, la lunga direzione di Josef Edmund Jörg (dal 1857 anche di Franz Binder). Dal 1901 a 1903 direttore unico fu Franz Binder, affiancato nel 1903 da Georg Maria von Jochner. Dal 1914 alla cessazione delle pubblicazioni, nel 1923 Georg Maria von Jochner fu direttore unico.
I redattori e i direttori hanno condizionato fortemente la linea editoriale e il contenuto della rivista. Nei primi anni, Karl Ernst Jarcke fu anche uno degli autori più importanti, assieme a Joseph Görres, impostando temi che sono stati a lungo importanti. Fra gli autori si trovano numerosi intellettuali, pubblicisti, leader politici, o scienziati come Johann Joseph von Görres, Ignaz von Döllinger, Georg von Hertling, Matthias Erzberger o Romano Guardini.

### Contenuti e linea editoriale
Gli articoli riguardavano numerosi campi, soprattutto gli aspetti culturali, storici e politici e più tardi sociologici. Particolarmente importante era ritenuto il rapporto fra lo Stato e la Chiesa. Sotto la direzione di Phillips (1838-1849) la linea politica del giornale era vicina a quella del partito bavarese cattolico "Bayerische Patriotenpartei". Sotto la direzione di Jörg (1852-1901) la rivista era cattolica, favorevole a uno stato tedesco federale, e avverso allo stesso modo tanto al protestantesimo "eretico", quanto ai piccoli stati nazionali tedeschi, al liberalismo e al socialismo. Sotto la direzione di Jochner (1903-1923) la linea fu quella di una rivista cattolica nazionalista e monarchica.